# Bahnstrecke Nürnberg-Stein–Unternbibert-Rügland
| Streckennummer: | 5905                 |                                              |                                              |
| Kursbuchstrecke (DB): | 898 (1986)           |                                              |                                              |
| Kursbuchstrecke: | 420a (1946)          |                                              |                                              |
| Streckenlänge: | 32,78 km             |                                              |                                              |
| Spurweite: | 1435 mm (Normalspur) |                                              |                                              |
| |                      |                                              |                                              |
| \| \| \| von Nürnberg Hbf \| \| \| \| 0,00 \| Nürnberg-Stein \| Nürnberg-Stein \| \| \| \| nach Crailsheim \| \| \| \| 0,89 \| Anschluss Umformerwerk \| Anschluss Umformerwerk \| \| \| 1,90 \| Anschluss Depot US-Army; Tucher, Intercontor \| Anschluss Depot US-Army; Tucher, Intercontor \| \| \| 2,50 \| Fürth Süd \| Fürth Süd \| \| \| \| Rednitz \| \| \| \| 4,63 \| Zirndorf-Altenberg \| Zirndorf-Altenberg \| \| \| 6,97 \| Leichendorf \| Leichendorf \| \| \| 9,54 \| Weinzierlein \| Weinzierlein \| \| \| 13,22 \| Ammerndorf (Mittelfr) \| Ammerndorf (Mittelfr) \| \| \| 16,04 \| Vincenzenbronn \| Vincenzenbronn \| \| \| 18,51 \| Großhabersdorf \| Großhabersdorf \| \| \| 21,42 \| Münchzell \| Münchzell \| \| \| 24,38 \| Herpersdorf \| Herpersdorf \| \| \| 26,55 \| Dietenhofen (Mittelfr) \| Dietenhofen (Mittelfr) \| \| \| 28,30 \| Leonrod \| Leonrod \| \| \| 30,24 \| Ebersdorf (Mittelfr) \| Ebersdorf (Mittelfr) \| \| \| 32,78 \| Unternbibert-Rügland \| Unternbibert-Rügland \| \| \| \| \| \| \| Quellen: [1][2][3] \| \| \| \| |                      |                                              |                                              |
| Strecke |                      | von Nürnberg Hbf                             | von Nürnberg Hbf                             |
| Bahnhof | 0,00                 | Nürnberg-Stein                               | Nürnberg-Stein                               |
| Abzweig ehemals geradeaus und nach links |                      | nach Crailsheim                              | nach Crailsheim                              |
| Abzweig geradeaus und nach links (Strecke außer Betrieb) | 0,89                 | Anschluss Umformerwerk                       | Anschluss Umformerwerk                       |
| Abzweig geradeaus und nach rechts (Strecke außer Betrieb) | 1,90                 | Anschluss Depot US-Army; Tucher, Intercontor | Anschluss Depot US-Army; Tucher, Intercontor |
| Haltepunkt / Haltestelle (Strecke außer Betrieb) | 2,50                 | Fürth Süd                                    | Fürth Süd                                    |
| Brücke über Wasserlauf (Strecke außer Betrieb) |                      | Rednitz                                      | Rednitz                                      |
| Bahnhof (Strecke außer Betrieb) | 4,63                 | Zirndorf-Altenberg                           | Zirndorf-Altenberg                           |
| Bahnhof (Strecke außer Betrieb) | 6,97                 | Leichendorf                                  | Leichendorf                                  |
| Haltepunkt / Haltestelle (Strecke außer Betrieb) | 9,54                 | Weinzierlein                                 | Weinzierlein                                 |
| Bahnhof (Strecke außer Betrieb) | 13,22                | Ammerndorf (Mittelfr)                        | Ammerndorf (Mittelfr)                        |
| Haltepunkt / Haltestelle (Strecke außer Betrieb) | 16,04                | Vincenzenbronn                               | Vincenzenbronn                               |
| Bahnhof (Strecke außer Betrieb) | 18,51                | Großhabersdorf                               | Großhabersdorf                               |
| Haltepunkt / Haltestelle (Strecke außer Betrieb) | 21,42                | Münchzell                                    | Münchzell                                    |
| Haltepunkt / Haltestelle (Strecke außer Betrieb) | 24,38                | Herpersdorf                                  | Herpersdorf                                  |
| Bahnhof (Strecke außer Betrieb) | 26,55                | Dietenhofen (Mittelfr)                       | Dietenhofen (Mittelfr)                       |
| Haltepunkt / Haltestelle (Strecke außer Betrieb) | 28,30                | Leonrod                                      | Leonrod                                      |
| Haltepunkt / Haltestelle (Strecke außer Betrieb) | 30,24                | Ebersdorf (Mittelfr)                         | Ebersdorf (Mittelfr)                         |
| Kopfbahnhof Streckenende (Strecke außer Betrieb) | 32,78                | Unternbibert-Rügland                         | Unternbibert-Rügland                         |
| |                      |                                              |                                              |
| Quellen: |                      |                                              |                                              |

Die Bahnstrecke Nürnberg-Stein–Unternbibert-Rügland, auch Bibertbahn war eine Nebenbahn in Bayern. Sie zweigte im Bahnhof Nürnberg-Stein von der Bahnstrecke Nürnberg–Crailsheim ab und führte durch das Biberttal über Großhabersdorf nach Unternbibert. Besondere Bedeutung hatte die Bahn für die in Leichendorf ansässigen Ziegeleien.
Im Volksmund war die Strecke als „Bibertbärbala“ bzw. „Bärbel“ (als Verniedlichung von Barbara) bekannt.

## Geschichte

### Vorgeschichte und Bau
Minister Gustav von Schlör befürwortete bei ersten Planungen im Jahr 1862 eine Führung der Nürnberg-Crailsheimer-Bahn über Fürth und Zirndorf durch das Biberttal. Am 15. Mai 1875 eröffneten die Königlich Bayerischen Staatseisenbahnen den Abschnitt Nürnberg–Ansbach auf direktem Weg, da der Industrielle Graf Lothar von Faber eine Führung nahe seinen Fabriken in Stein durchsetzen konnte.
In der ersten Hälfte der 1880er Jahre wurden mit den Verbindungen Ansbach – Dietenhofen – Markt Erlbach und Heilsbronn – Großhabersdorf – Cadolzburg zwei Postbuslinien von der Nürnberg-Crailsheimer-Bahn durch das Biberttal eingerichtet.
Cadolzburgs Erster Bürgermeister Hans Brandstätter fragte einige Monate später bei der Lokalbahn Aktien-Gesellschaft nach einer Weiterführung der Rangaubahn von Cadolzburg über Deberndorf und Seubersdorf nach Unternbibert an, um die Steinbrüche am Dillenberg mit der Bahn zu erschließen. Die LAG lehnte dies mit Schreiben vom 1. Februar 1894 auf Grund der „ungünstigen Terrainverhältnisse“ ab und verwies auf Zirndorf als Startpunkt einer Eisenbahnstrecke in den Bibertgrund.
Im Februar 1894 trafen sich 200 Männer aus dem Biberttal und berieten über den Bahnanschluss des Oberen Bibertgrunds. Daraus gründete sich das Comité für Erbauung einer Lokalbahn von Zirndorf nach Rügland, es forderte eine Weiterführung der Fürth-Cadolzburger Bahn auf der linken Talseite. Das lehnte die LAG am 17. März 1894 ab. Das Eisenbahnkomitee erstellte eine Verkehrstabelle mit Daten, die für die Lokalbahn AG von Interesse gewesen sein könnten. Vertreter des Komitees sprachen am 26. September 1894 bei der LAG vor, nach dieser Unterredung erklärten sich 13 Gemeinden bereit sich an den Kosten für die Projektierung zu beteiligen. Am 4. Dezember 1894 stellte das Komitee den Antrag, eine Lokalbahn von Zirndorf über Ammerndorf nach Rügland zu errichten. Gegenüber der Generaldirektion der Königlich Bayerischen Staatseisenbahnen erklärte die Lokalbahn AG, dass sie über die Zusage der Projektierung keine weiteren Zusagen gemacht habe, aber eigene Planungen verfolge die Ziegeleien in Leichendorf mit einer Industriebahn an Zirndorf anzuschließen. Ein Gutachten im Auftrag der Staatseisenbahn ergab, dass der Bau keine besonderen Probleme verursacht, gab jedoch zu bedenken, dass die Linie in einem Abstand von nur zwei bis drei Kilometern zur Hauptbahn nach Ansbach verlaufen würde. Des Weiteren gab das Gutachten zu bedenken, dass oberhalb Großhabersdorf einer aufwändigeren Trassierung eine mäßige Nachfrage entgegenstehe, wobei der Verkehr um Rügland eher in Richtung Ansbach tendiere. Das Gutachten schlägt eine Führung von Raitersaich über Großhabersdorf nach Rügland vor.
Nach Abschluss der Voruntersuchungen teilte die Regierung am 13. Januar 1895 ihre Vorbehalte mit, aber erteilte gleichzeitig eine Konzession für die Projektierung. Nach der Prüfung des Gutachten der Staatseisenbahn durch einen Ingenieur Körber im Sommer 1895 teilte die LAG mit, dass der Bau der Strecke Zirndorf–Rügland auf Grund der hohen Anlagekosten ablehnt. Sie schlägt eine kurze Strecke im unteren Bibertgund vor, allerdings unter der Voraussetzung, dass die Ziegeleien in Altenberg ihre Güter per Bahn abtransportieren lassen. Für die Ziegeleibesitzer war dies kein annehmbare Alternative, da die Kunden in Nürnberg saßen und der Umweg über Zirndorf und Fürth Mehrkosten verursacht hätte.

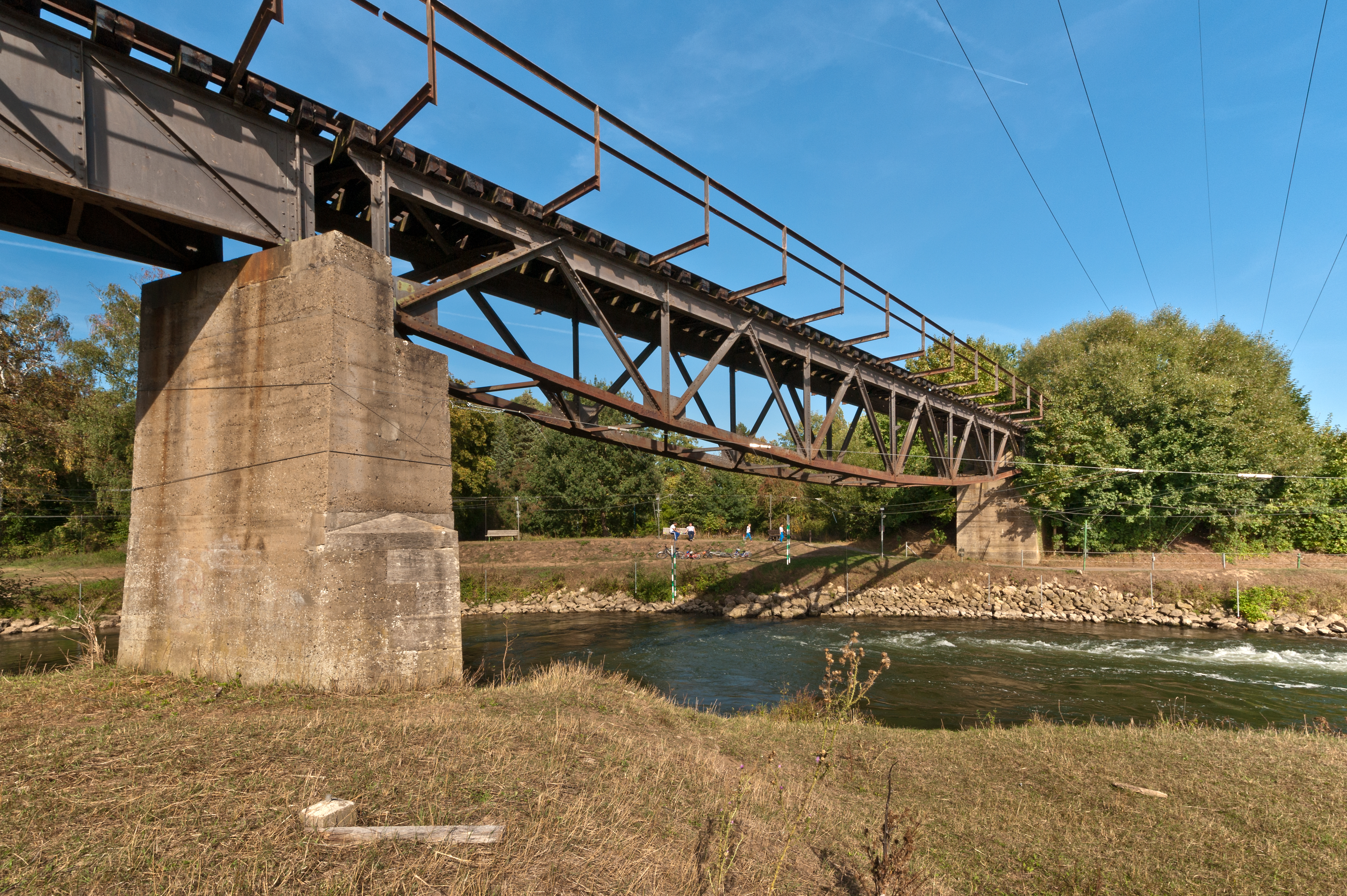
Die Brücke über die Rednitz bei Fürth Süd war der größte Kunstbau der Bahn (2018)

Ende 1895 wagte Pfarrer Preis, der neue Vorstand des Eisenbahnkomitees, einen neuen Versuch. Das Verkehrsministerium lehnte in einem Schreiben am 28. August 1896 ab. „… die Herstellung einer staatlichen Lokalbahn ist noch nicht in Frage gekommen. Eine solche dürfte auch auf absehbare Zeit aussichtslos sein.“ Anfang 1898 wurde eine erneute Petition eingereicht, um im nächsten Entwurf eines Lokalbahngesetzes eine  Bahnlinie im Biberttal vorzusehen. Die Kammer der Abgeordneten beschloss am 21. März 1899 diese Petition an die Bayerische Staatsregierung weiterzuleiten.
Am 10. und 27. März 1907 schrieb der Großhabersdorfer Pfarrer Gruber Eingaben. Per Gesetz wurde am 23. Juni 1908 der Königlich Bayerischen Staatseisenbahnverwaltung die Genehmigung für Bau und Betrieb einer Lokalbahn vom Bahnhof Stein nach Unternbibert-Rügland genehmigt. Die Bauarbeiten begannen im Oktober 1912. Am 30. September wurde die Rednitzbrücke bei Fürth Süd einer Belastungsprobe durch zwei Dampflokomotiven mit angehängten beladenen Güterwagen unterzogen. Am 22. Mai 1914 wurde der Betrieb bis Dietenhofen aufgenommen, am 1. Juni 1915 auf dem Restabschnitt bis Rügland.
Ohne das Engagement des im Volksmund „Eisenbahnpfarrer“ genannten Pfarrer Gruber hätte es die Bibertbahn nie gegeben, deswegen verlieh ihm Großhabersdorf bereits 1914 die Ehrenbürgerwürde. Der Markt Ammerndorf stiftete ihm 1931, drei Monate vor seinem 80. Geburtstag, eine Gedenktafel, die an einem Sandsteinobelisken am Marktplatz zu finden ist.

### Betrieb
1926 übernahm die Gruppenverwaltung Bayern der Deutschen Reichsbahn (DR) den Betrieb von den Bayerischen Staatseisenbahnen.
Der Sommerfahrplan 1939 verzeichnete insgesamt vier Reisezugpaare zwischen Nürnberg Hbf und Unternbibert-Rügland. Ein weiteres verkehrte werktags nur von und nach Großhabersdorf. Für die 33 Kilometer zwischen Nürnberg-Stein und Unternbibert-Rügland benötigten die Züge etwas mehr als eine Stunde, was einer Reisegeschwindigkeit von lediglich 30 km/h entsprach.
In der Zeit zwischen 1955 und 1960 wurden 10 der insgesamt 74 Bahnübergänge mit Blinklichtern ausgestattet. Zwischen 1958 und 1962 wurden die Gleise auf der kompletten Strecke erneuert. Zur 125-Jahr-Feier der ersten Deutschen Eisenbahn besuchte 1959 der Adler-Nachbau den Bibertgrund, in Ammerndorf wurde ein Film gedreht.

### Stilllegung
Am 26. September 1971 wurde der Streckenabschnitt zwischen Großhabersdorf und Rügland stillgelegt.
Als Anfang der 1980er Jahre die geplante Stilllegung der Bibertbahn im Rahmen des sogenannten „Dollinger-Gohlke-Plans“ bekannt wurde, formierte sich Widerstand in der Bevölkerung. Die gegründete Bürgerinitiative „Rettet die Bibertbahn“ veranstaltete unter anderem anlässlich des 70-jährigen Jubiläums Sonderfahrten am 9. September 1984 zur Großhabersdorfer Kirchweih.
Hauptforderung waren:
- Ausweitung des Angebots der üblichen zwei „Alibi-Zugpaare“ („Da fahren doch Züge, aber keiner fährt mit.“),
- Neue Triebwagen (Baureihe 628) für den Einmannbetrieb der Linie,
- Beendigung der Konkurrenz zwischen Bahn und Bahnbus und
- Errichtung zusätzlicher Haltepunkte am östlichen Ortsrand von Großhabersdorf, bei Wintersdorf und in Zirndorf in der Nähe des Zirndorfer Bades und des Landkreisgymnasiums sowie die Verlegung des Haltepunktes Weinzierlein.

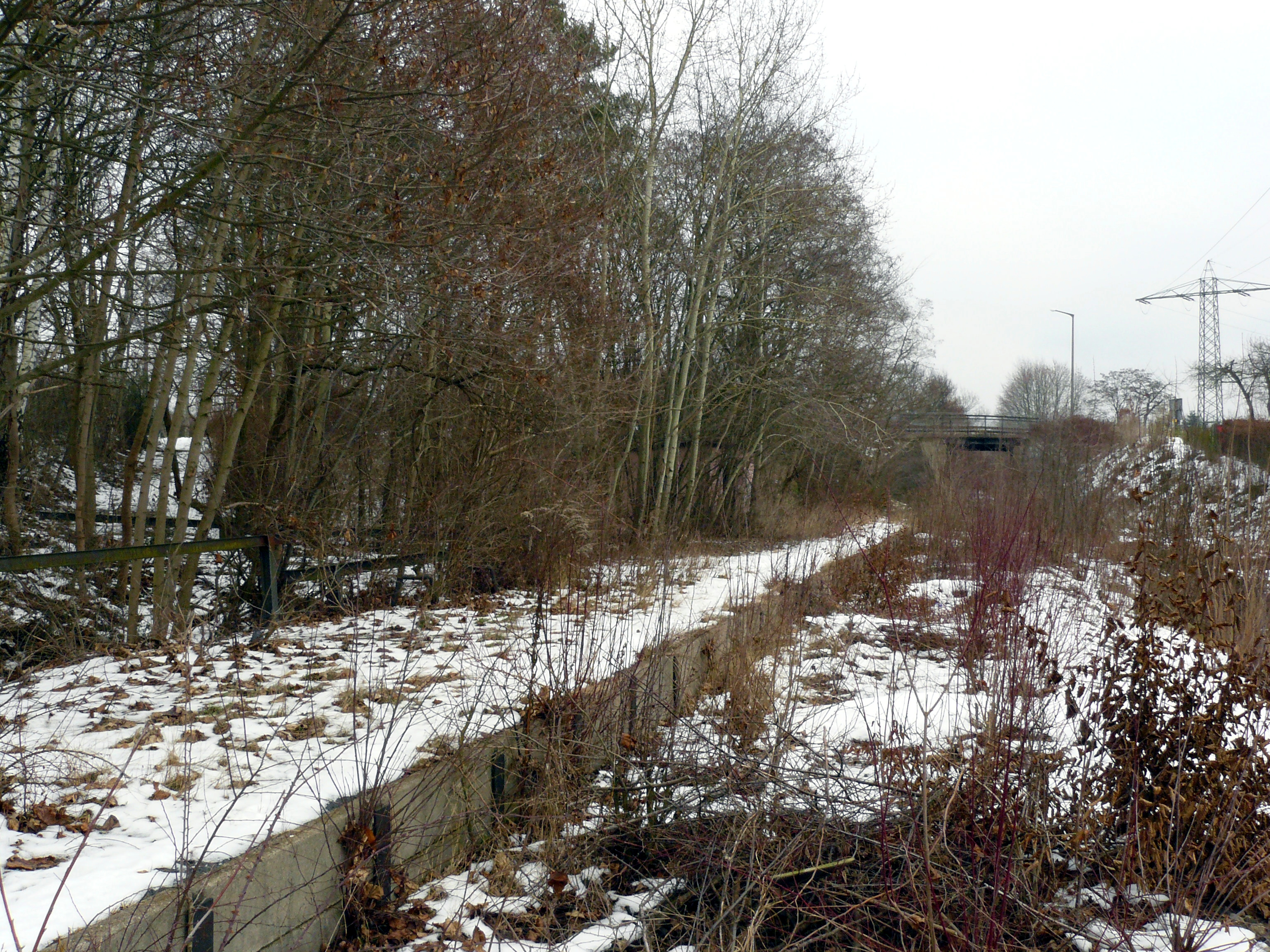
Haltepunkt Fürth Süd (2010)

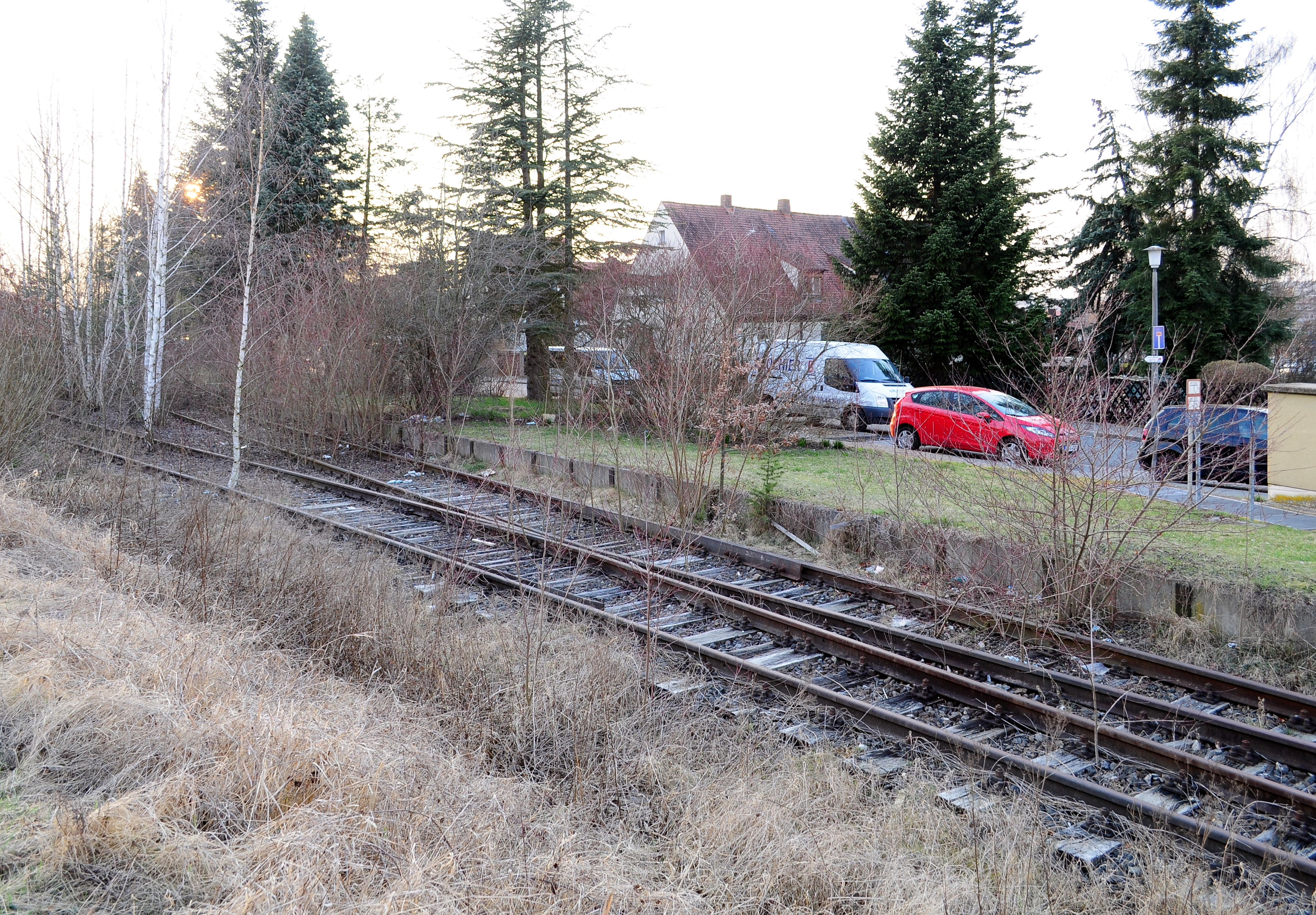
Bahnhof Zirndorf-Altenberg (2012)

Am 26. September 1986 wurde der Reiseverkehr zwischen Nürnberg-Stein und Großhabersdorf eingestellt. Auf dem Streckenabschnitt zwischen Leichendorf und Großhabersdorf wurde der Güterverkehr zum 31. Dezember 1986 eingestellt.
Obwohl die Bürgerinitiative einen Privatinvestor gefunden hatte, ließ die Bundesbahn ab dem 2. Dezember 1986 ab Leichendorf die Gleise entfernen, da weder die Bürgerinitiative noch der Privatinvestor bereit waren, den bereits von der Bundesbahn bestellten Gleisbauzug zu bezahlen.
Der verbliebene Güterverkehr zwischen Altenberg und Leichendorf wurde zum 1. Januar 1993 aufgegeben. Ende des Jahres erfolgte auch die Einstellung auf dem Restabschnitt Nürnberg-Stein–Altenberg.
Im April 2001 wurde die Fußgängerbrücke zwischen dem Farrnbachweg und der Bibertstraße in Nürnberg Gebersdorf abgerissen und durch einen flächengleichen Fuß/Radweg ersetzt. Ein Bahnbetrieb ist seitdem für jedermann erkennbar nicht mehr möglich. Auf Nürnberger Gebiet wurden die Gleise im Juli/August 2002 entfernt. In Zirndorf wurden im März 2002 für die Zufahrt zur Baustelle Bibertbad die Gleise abgebaut. Nach Abschluss der Bauarbeiten entstanden auf der Trasse Parkplätze.
Am 16. Mai 2007 beschloss der Nürnberger Stadtrat, den Bebauungsplan „ehemalige Bibertbahn“ aufzustellen. Der Stadtplanungsausschuss Nürnberg hat sich dafür ausgesprochen, dass dort ein Rad-/Gehweg angelegt und Teile der Fläche von der DB an interessierte Anlieger verkauft werden. Daraufhin wurden Anfang 2008 auf einem Teil der abgebauten Trasse in Nürnberg private Hausgärten angelegt.
Am 22. November 2007 wurde die Westspange Zirndorf für den Verkehr freigegeben und damit ein weiteres Mal die ehemalige Trasse für die Allgemeinheit erkennbar zerschnitten.
Am 28. März 2014 wurde ein 610 m langer Abschnitt um den ehemaligen Haltepunkt Fürth Süd von Bahnbetriebszwecken freigestellt (entwidmet). Am 4. Februar 2014 wurde die Freistellung für weitere 1,75 km, vom Bahnhof Stein bis zum ehemaligen Haltepunkt Fürth Süd, beim Eisenbahn-Bundesamt beantragt. Seit dem 25. August 2017 sind sie von Bahnbetriebszwecken freigestellt.
Im Bereich Fürth Süd entsteht bis ca. 2026 der zukünftige U-Bahnhof Gebersdorf der Linie U3, der alte Bahnsteig des Haltepunktes Fürth Süd ist bereits verschwunden (Stand Oktober 2020).

### Verworfene Planungen zur Wiederinbetriebnahme
Im Rahmen einer geplanten Stadt-Umland-Bahn im Landkreis Fürth wurde in den 1990er Jahren diskutiert, unter Einbeziehung der Rangaubahn und des Bibertbahn-Gleisstumpfes bis Leichendorf ein Netz aus vier Linien aufzubauen. Die beiden Linien in Richtung Nürnberg hätten auf einer im „Intraplan-Gutachten“ für die Stadt Nürnberg vorgeschlagenen Straßenbahn-/Stadtbahnlinie bis nach Nürnberg durchgebunden werden sollen. Wegen Vorbehalten der Stadt Zirndorf und dem Beschluss Nürnbergs, keine Straßenbahn, sondern eine U-Bahn ins „Tiefe Feld“ südlich von Großreuth zu bauen, wurde dieser Plan verworfen.
Darauf folgte der Vorschlag der Kombi-Bahn, einer Bahn, die im Landkreis oberirdisch als Mehrsystem-Stadtbahn überwiegend auf Eisenbahnstrecken verkehrt und auf Nürnberger Stadtgebiet ins U-Bahn-Netz eingeführt wird. Auch diese Pläne wurden verworfen.
Um das Jahr 2000 entschloss sich die Stadt Nürnberg, die geplante U-Bahn-Linie vollautomatisch zu betreiben. Hierzu wurde auch untersucht, die U-Bahn-Linie 3 ab dem geplanten Nürnberger U-Bahnhof Gebersdorf in den Landkreis Fürth weiterzuführen und nach der Verbindungsstraße West zu gabeln. Der Südast sollte mit einem U-Bahnhof auf Höhe der Bushaltestelle Altenberg West den Oberasbacher Ortsteil Altenberg erschließen, der Nordast am Zirndorfer Bahnhof eine Umsteigemöglichkeit zur Rangaubahn bieten. Während der Zirndorfer Ast dieser Gabelung im Jahr 2009 in einem Bürgerentscheid abgelehnt wurde, stellte sich die alleinige Realisierung eines Astes nach Oberasbach in einer Nutzen-Kosten-Untersuchung als volkswirtschaftlich nachteilig heraus.
Schon lange vor Fertigstellung der Nutzen-Kosten-Untersuchung merkten Kritiker an, dass offen sei, ob dieses U-Bahn-Vorhaben im Landkreis Fürth wirtschaftlich und von den Landkreiskommunen finanzierbar sei, und wann und ob die U-Bahn jemals die Landkreisgrenze in Gebersdorf (in Höhe des ehemaligen Bibertbahn-Haltepunktes Fürth Süd) erreichen wird (in den 1990er Jahren noch für 2005, inzwischen für 2026 geplant). Im Jahr 2003 gründete sich daher eine Interessengemeinschaft Bibertbahn, die als Alternative eine zeitnahe Reaktivierung der Bibertbahn als moderne Regionalbahn vorschlägt, ohne dabei die Möglichkeit eines späteren Stadtbahn- oder Kombi-Bahn-Betriebs zu verbauen.
Die Stadt Nürnberg lehnt diese Reaktivierung der Bibertbahn als Eisenbahn ab und plant, gemäß einer mit der Deutschen Bahn getroffenen Absprache, die in Gebersdorf ungenutzten 1,3 Hektar Bahnkörper anderweitig zu verwenden. Auf Teilstücken sind die Gleise bereits seit längerem entfernt und überbaut. Der Stadtplanungsausschuss hat sich bereits dafür ausgesprochen, dass dort ein Rad-/Gehweg angelegt wird. Teile der Trasse wurde Anliegern verkauft. Weiterhin sollen Flächen für den künftigen U-Bahnhof Gebersdorf sowie für eine oberirdische Abstellanlage vorgehalten werden. Zur Sicherung ihrer Planungen hat die Stadt Nürnberg ein Bebauungsplanverfahren angestoßen und eine Vorkaufsrechtssatzung in Kraft gesetzt.
Der Landkreis Fürth und die Stadt Zirndorf haben jeder für sich im Mai/Juni 2011 beschlossen, die Reaktivierung der Bibertbahn nicht weiter zu verfolgen. Zirndorf ist nicht bereit, sich an den Betriebskosten einer möglicherweise privat betriebenen Bibertbahn zu beteiligen, da die Stadt befürchtet, dass Parkplätze auf dem Bahnkörper wieder entfernt werden müssten und Rückstaus an den Bahnübergängen sowie Einschnitte im Busangebot die Folge wären. Ein Gutachten hat ergeben, dass die erforderlichen Fahrgastzahlen für eine mögliche Reaktivierung durch den Freistaat nicht erreicht werden, und die Entlastung der Rothenburger Straße gering wäre. Der Landkreis Fürth soll ein Konzept erstellen, wie mit den Resten der Bibertbahntrasse verfahren werden soll. Seit 2022 ist die Bibertbahn in der Liste "Vorschläge  für die Reaktivierung von Eisenbahnstrecken" zu finden (Allianz pro Bahn, VDV).

## Betriebsstellen

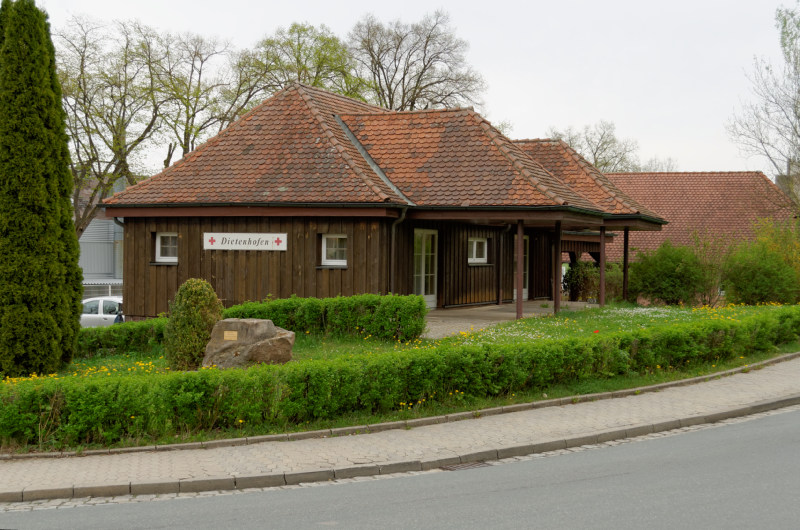
Bahnhof Dietenhofen (2012)

Am 26. Oktober 1921 wurde der Haltepunkt Fürth Süd eröffnet. Die Stadt Fürth stellte bereits vor der Fertigstellung der Strecke im Jahr 1914 einen Antrag auf Errichtung eines Haltepunktes zwischen den Bahnhöfen Stein und Zirndorf-Altenberg, doch auf Grund des Ersten Weltkrieges verzögerte sich die Entscheidung darüber.  Mit der Stilllegung der Bibertbahn am 26. September 1986 endete die Bedienung im Personenverkehr.
Am 17. August 1931 genehmigt die DRG die Errichtung eines Haltepunktes in Leonrod, dieser erscheint wenige Wochen später erstmals im Winterfahrplan 1931/32.
Der End-Bahnhof Unternbibert-Rügland liegt weder in Unternbibert noch in Rügland, sondern in Frickendorf (jetzt Andorf 29, 90599 Dietenhofen; Koordinaten: 49.418593, 10.613033). Der ehem. Bahnhof ist von Unternbibert ca. 1,8 km und Rügland ca. 3 km entfernt. Die zugehörige Bahnhofsgaststätte ist als solche noch bezeichnet und erkennbar.

## Fahrzeugeinsatz

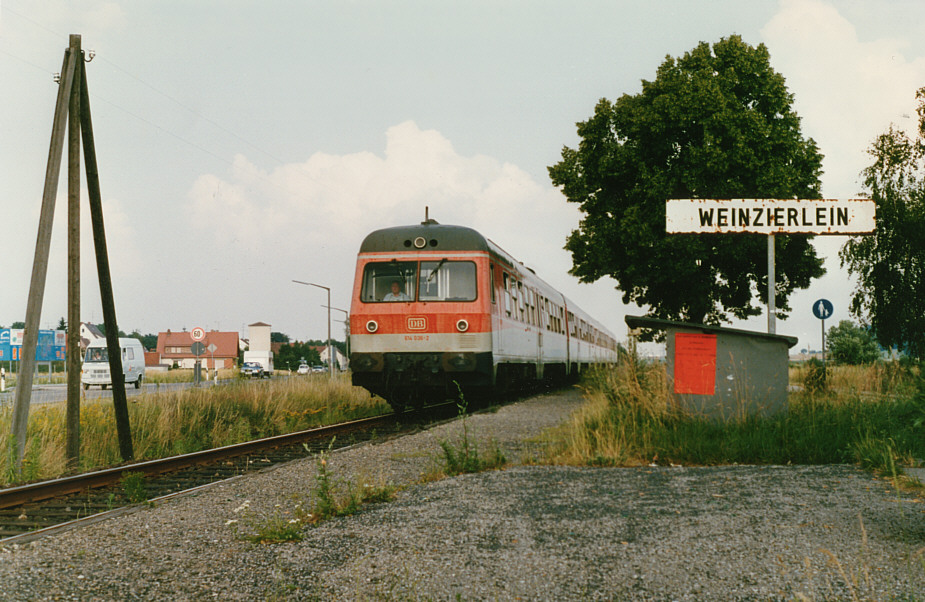
Baureihe 614 (Weinzierlein; Juli 1986)

Auf der Bibertbahn wurden die folgenden Dampflokomotiven eingesetzt:
- Bayerische PtL 2/2
- Bayerische Pt 2/3 (Baureihe 70.0)
- Bayerische D IX (Baureihe 70.71)
- Baureihe 64
- Bayerische Pt 2/4 H (Baureihe 71)
- Baureihe 86

Diese Diesellokomotiven kamen zum Einsatz:
- Baureihe Köf II
- Baureihe 211 und 212
- Baureihe 215
- Baureihe 290

Mit diesen Triebwagen wurde die Strecke bedient:
- VT 60 / Baureihe 660
- VT 66
- VT 70
- VT 98 (Baureihe 798)
- Baureihe 614
- Akkumulatortriebwagen 413/414 und 483/484